# 阮文性
阮文性（越南语：／；1861年—？年），越南阮朝官員。

## 生平
阮文性是南定省義興府務本縣虎山總舊豪社（今屬南定省務本縣永豪社舊豪村）人，嗣德十四年（1861年）出生。早年多次參加鄉試，只考中三次秀才。成泰十三年（1901年），阮文性以三科秀才身份參預會試，考中第一名會元，庭試考中進士。後任海防督學。